# Abisara etymander
Abisara etymander är en fjärilsart som beskrevs av Hans Fruhstorfer 1908. Abisara etymander ingår i släktet Abisara och familjen Riodinidae. Inga underarter finns listade i Catalogue of Life.